# 鄧肯號驅逐艦 (DD-46)
鄧肯號驅逐艦（舷號DD-46）是一艘隸屬於美國海軍的驅逐艦，為卡森級驅逐艦的四號艦。她是美軍第一艘以鄧肯為名的軍艦，以紀念1812年戰爭時期的海軍軍官西勒斯·鄧肯（Silas Duncan）。
鄧肯號在1912年於霍河造船廠開始建造，在1913年下水服役。接著鄧肯號留在大西洋及加勒比海執勤。美國參與第一次世界大戰後，鄧肯號被派往英國及愛爾蘭海域，掩護協約國商船。戰後鄧肯號在1921年退役，並在1935年除籍，按倫敦海軍條約出售拆解。